# Ludwig Tieck

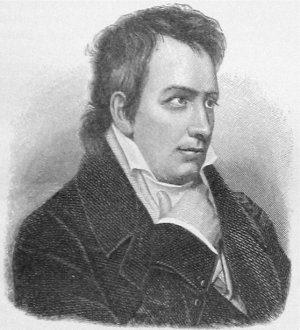
Ludwig Tieck

Ludwig Tieck (n. 31 mai 1773, Berlin, Regatul Prusiei – d. 28 aprilie 1853, Berlin, Regatul Prusiei) a fost un poet, dramaturg și scriitor romantic german. Prima sa lucrare importantă a fost romanul epistolar William Lovel (1796), lucrarea sa majoră fiind romanul filosofic Peregrinările lui Franz Sternbald (Franz Sternbalds Wanderungen, 1798). 